# Первомайский (Третьяковский район)
Первома́йский — посёлок в Третьяковском районе Алтайского края. Входит в состав Третьяковского сельсовета.

## География
Посёлок находится на расстоянии 14 км к юго-западу от села Староалейское, административного центра района.

## Население
| 1997 | 1998 | 1999 | 2000 | 2001 | 2002 | 2003 | 2004 | 2005 |
| ---- | ---- | ---- | ---- | ---- | ---- | ---- | ---- | ---- |
| 827  | ↘825 | ↗870 | ↘867 | ↘824 | ↘773 | ↗800 | ↘785 | ↗786 |
| 2006 | 2007 | 2008 | 2009 | 2010 | 2011 | 2012 | 2013 |      |
| ↘761 | ↗823 | ↗827 | ↘727 | ↘649 | →649 | ↘643 | ↘633 |      |

### Национальный состав
Согласно результатам переписи 2002 года, в национальной структуре населения русские составляли 87 %.